# Biroina orientalis
Biroina orientalis är en tvåvingeart som beskrevs av Papp 1995. Biroina orientalis ingår i släktet Biroina och familjen hoppflugor.
Artens utbredningsområde är Uttar Pradesh (Indien). Inga underarter finns listade i Catalogue of Life.